# Neuhaus (Möhnesee)
Neuhausⓘ – dzielnica (Ortsteil) wiejskiej gminy Möhnesee w powiecie Soest, w kraju związkowym Nadrenia Północna-Westfalia, w rejencji Arnsberg.

## Geografia

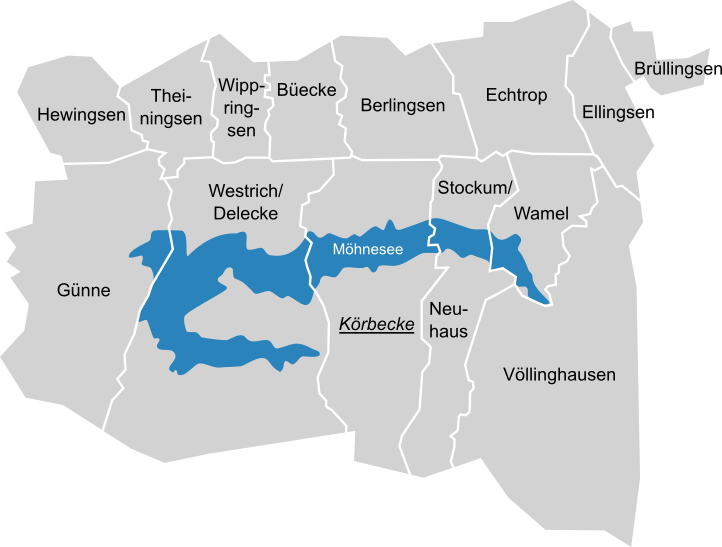
Podział administracyjny Möhnesee

Neuhaus leży w środkowej części gminy Möhnesee i graniczy z czteroma innymi dzielnicami: Stockum, Körbecke, Völlinghausen i Wamel. Na terenie dzielnicy znajduje się jezioro Möhnesee.

## Historia
Najstarsze udokumentowane wzmianka o Neuhaus pochodzi z około 1280 roku. Za tamtych czasów wieś nazywała się Nywehus.
Według § 1 "Name, Bezeichnung, Gebiet" zawartego w "Hauptsatzung der Gemeinde Möhnesee, Kreis Soest" (Główne statuty gminy Möhnesee, powiat Soest) Neuhaus jest, wraz z czternastoma innymi dzielnicami, od 1 lipca 1969 roku częścią gminy Möhnesee.

## Polityka
Od 1 listopada 2020 roku panią burmistrz (niem. Ortsvorsteher) Neuhaus jest Pia Peck, która jest członkiem partii CDU/CSU.